# Willy de l'Arbre
Guillaume Marie Denis de l'Arbre (conocido como Willy de l'Arbre; Amberes, 31 de mayo de 1882-Boechout, 11 de marzo de 1952) fue un deportista belga que compitió en vela en la clase 8 Metre. Participó en los Juegos Olímpicos de Amberes 1920, obteniendo una medalla de bronce en la clase 8 Metre.

## Palmarés internacional
| Juegos Olímpicos | Juegos Olímpicos  | Juegos Olímpicos  | Juegos Olímpicos       |
| Año              | Lugar             | Medalla           | Clase                  |
| ---------------- | ----------------- | ----------------- | ---------------------- |
| 1920             | Amberes (Bélgica) | Medalla de bronce | 8 Metre (sistema 1919) |